# San Pablo (Yaracuy)
San Pablo es la capital del Municipio Arístides Bastidas perteneciente al Estado Yaracuy, en Venezuela. Su origen de acuerdo con sus pobladores, se remonta a partir de la Hacienda Aserradero que existía en esa área, mientras que otros señalan que el pueblo nace con el nombre de Aserradero a finales del siglo XVII, debido al predominio de la actividad maderera para esa época. Dicho nombre se lo dieron los mismos pobladores del lugar, para luego cambiarlo por el de San Pablo, en virtud de la devoción que sentían aquellos lugareños por el Apóstol cristiano.
Como consecuencia de la División Político Territorial del estado Yaracuy establecida en la Gaceta Oficial del Estado año LXXXV-mes II del 5 de noviembre de 1993, esta localidad se convirtió en capital del municipio Aristides Bastidas, ya que con anterioridad a esta fecha, su condición geopolitica estuvo ligada a Guama
Tienen una extensión de 74 km² y para el año 2015 se estimó una población de 23.956 habitantes con base al censo realizado en el año 2011.

## Geografía
San Pablo se encuentra localizado en un espacioso valle bordeado por el macizo aroeño, al cual se puede acceder por los caminos que entrecruzan la localidad con la comunidad agrícola de Iboa quien la delimita por el Norte, al Sur por la carretera Panamericana y la comunidad de Camunare Blanco, al este con la comunidad de Los Chucos perteneciente al municipio Sucre y al oeste con la comunidad de Guararute.
La vegetación predominante es la de sabana, poseyendo un clima interior transicional y sus suelos son denominados acrisoles.

## Economía
Al igual que en el municipio, predomina la actividad agrícola sustentada en la explotación del maíz, sorgo; rubros menores de ciclo corto y con énfasis en los últimos años el cultivo del aguacate, el cual ha generado estudios para la instalación de una planta procesadora del rubro, de acuerdo con información proveniente de la Alcaldía del municipio.

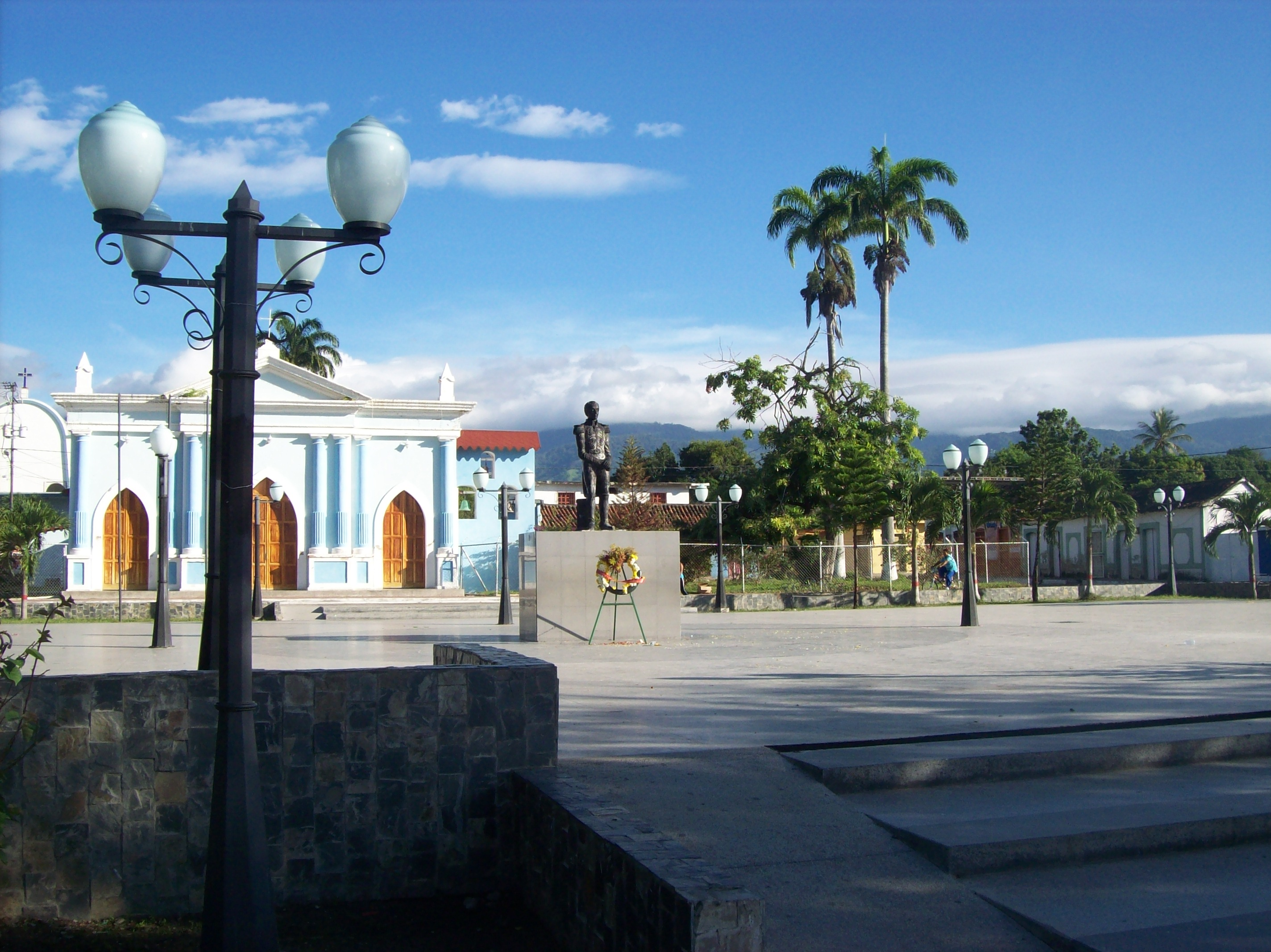
Plaza Bolívar de San Pablo.

La actividad artesanal es profundamente creativa, predominando las manufactura del barro cocido con una connotación ancestral significativa, el cual ofrece un verdadero atractivo turístico.
Existe una modesta industria en la manufactura de muebles de madera, reforzada por una importante actividad comercial de venta y distribución de muebles de producción local y de otras regiones del país, lo que genera un flujo permanente de intercambio comercial local y regional.
En el sector servicios, se puede identificar una modesta actividad comercial que oferta diferentes tipos de productos para la satisfacción de las necesidades de los lugareños y pueblos circunvecinos. No existe ente bancario aun cuando se cuenta con un cajero automático en las inmediaciones del ayuntamiento local.